# Ooteca

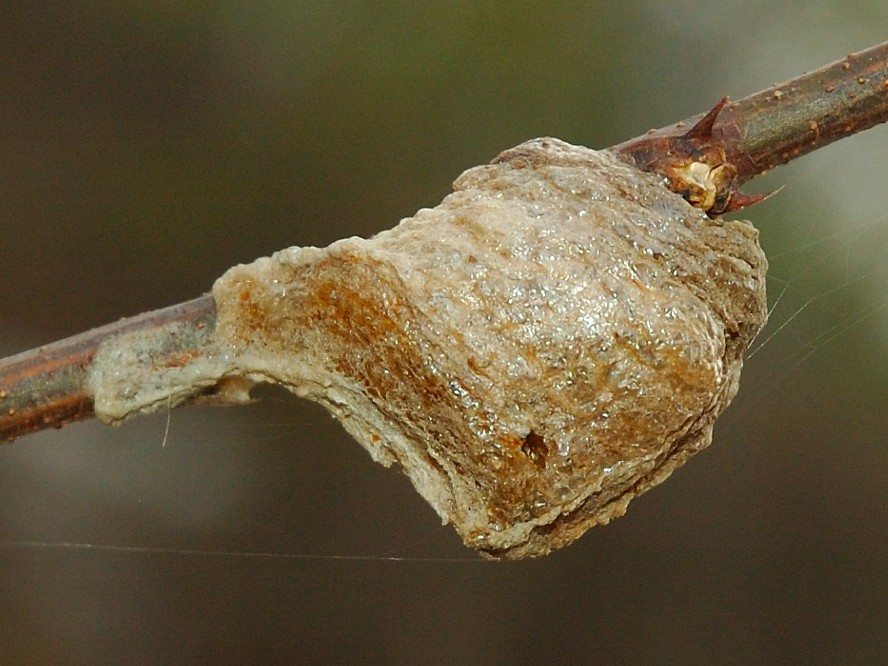
Ooteca del género Mantis.

Una ooteca (del griego óon, "huevo" y theke, "depósito") es una masa de huevos formada por diferentes animales, principalmente moluscos e insectos. Una ooteca contiene muy pocos huevos generalmente cuadrados por una proteína espumosa que se endurece en contacto con el metano formando una cubierta de protección.
Las mantis forman una especie de masa suberosa o cartilaginosa, donde están los huevos pegados los unos a los otros sin recubrimiento común alguno, que es fijada a una mesa, rama u otro objeto.
Los blátidos (cucarachas) crean esta envoltura común lisa o estriada, pero en lugar de fijarla a objeto alguno, es llevada por el macho.
Otros ejemplos notables de especies productoras de ootecas son los ortópteros, los coleópteros de la familia Hydrophilidae y las arañas, entre otros.

## Galería

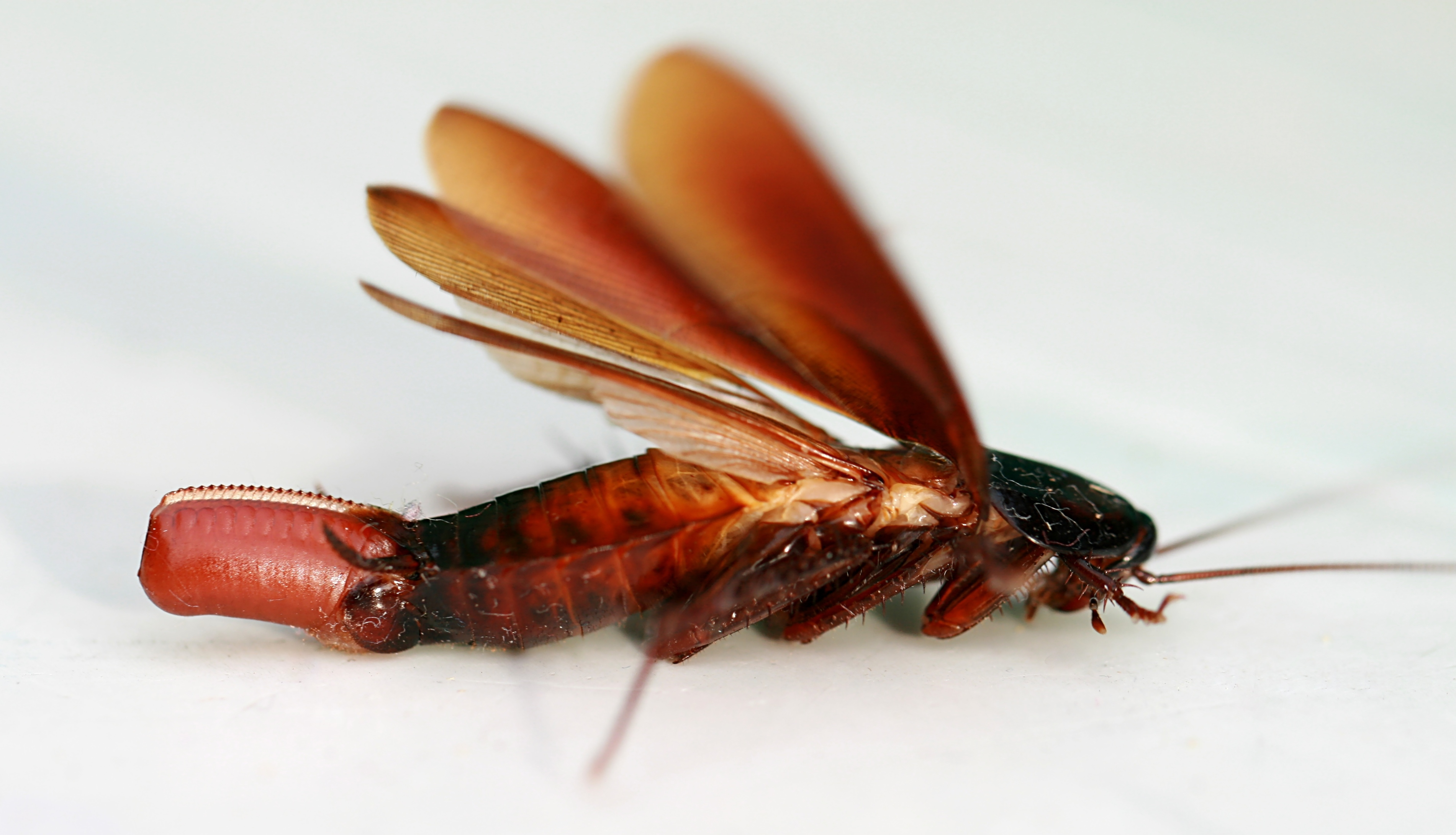
Periplaneta americana con ooteca.
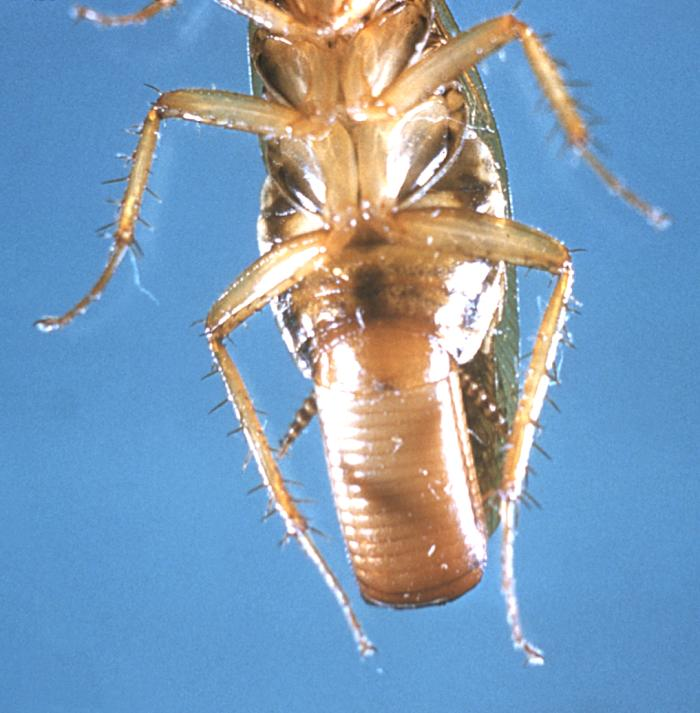
Blatella germanica con ooteca.
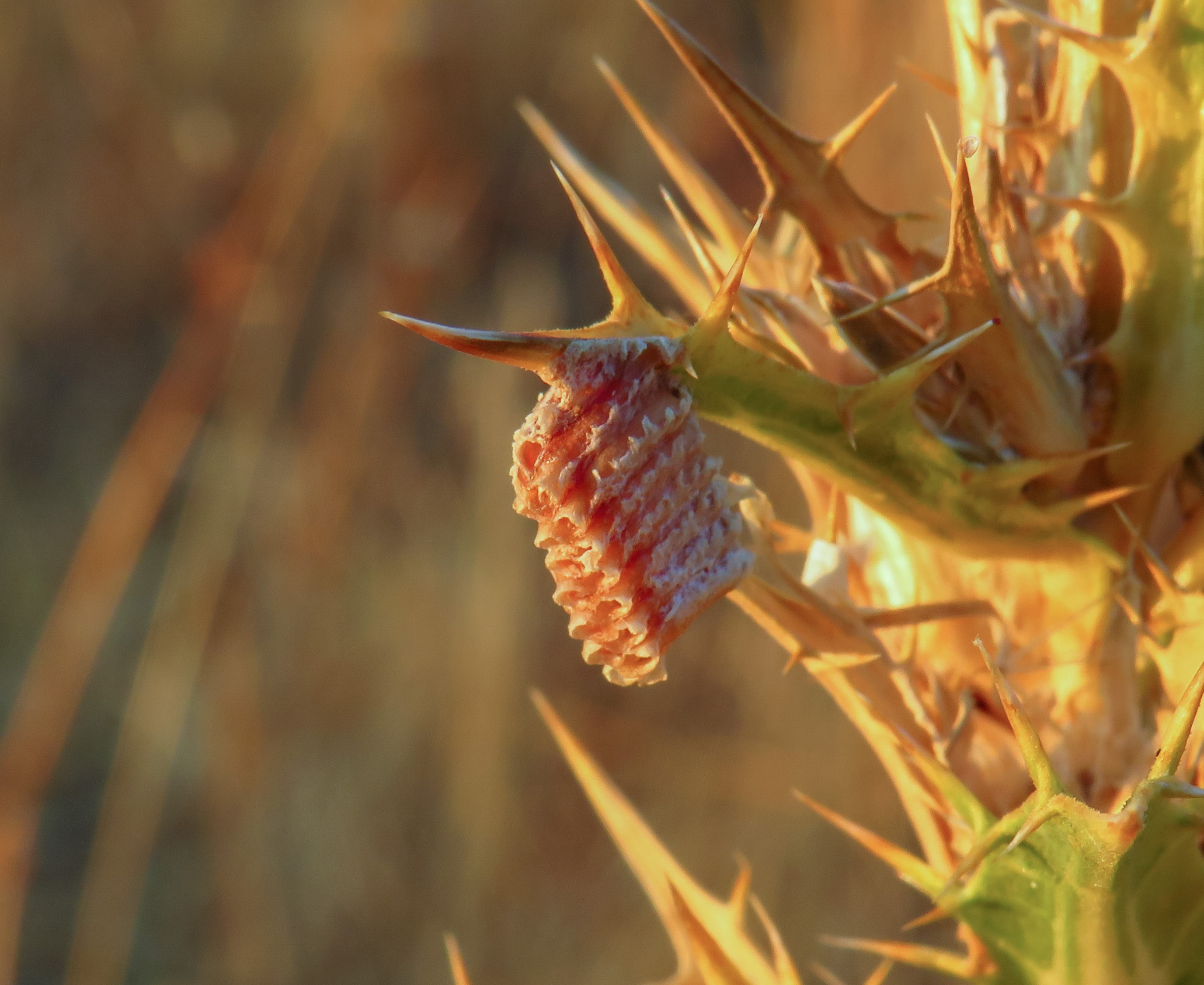
Ooteca de Empusa pennata, en España.
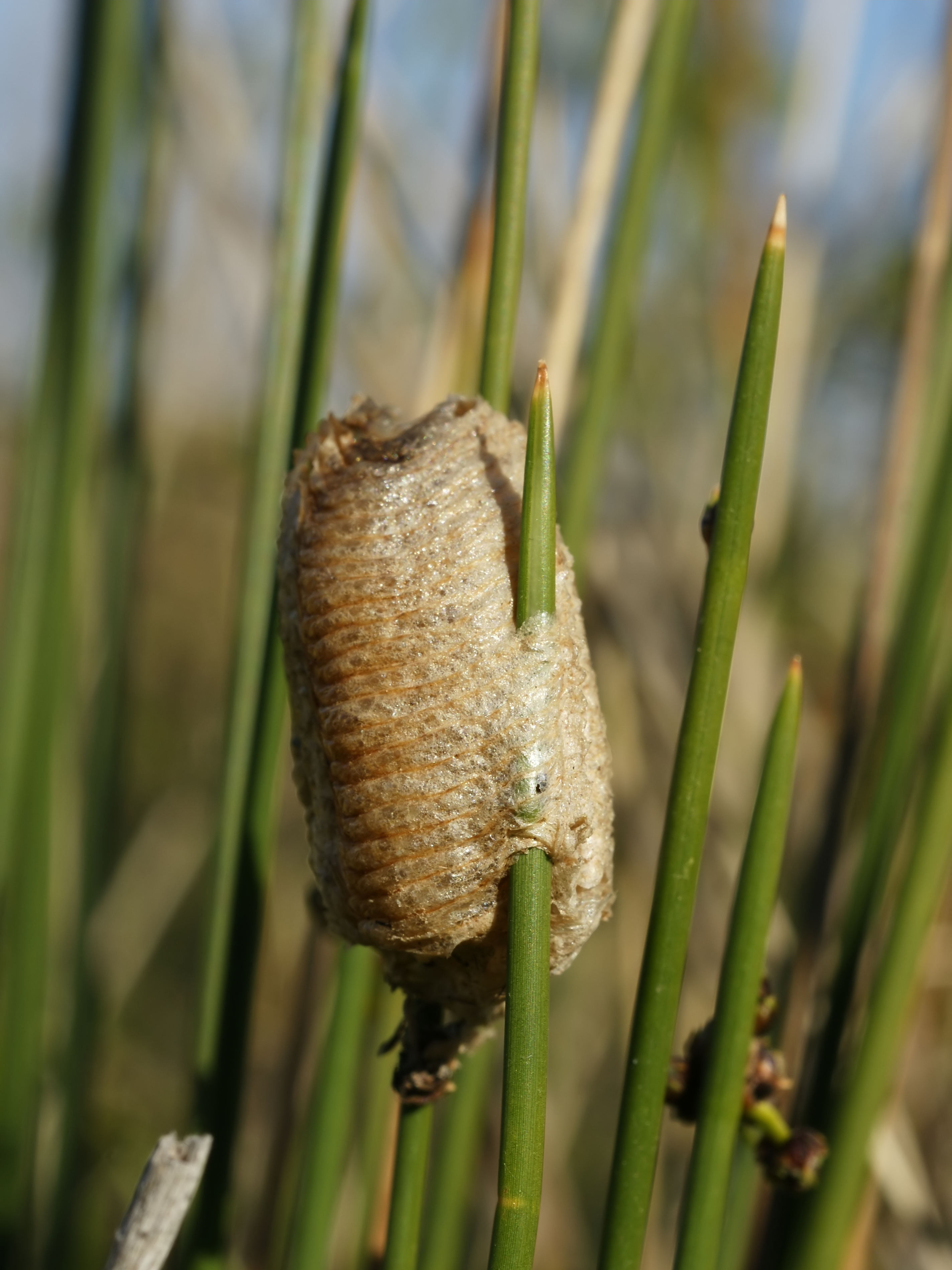
Ooteca de Mantis religiosa, en Italia.
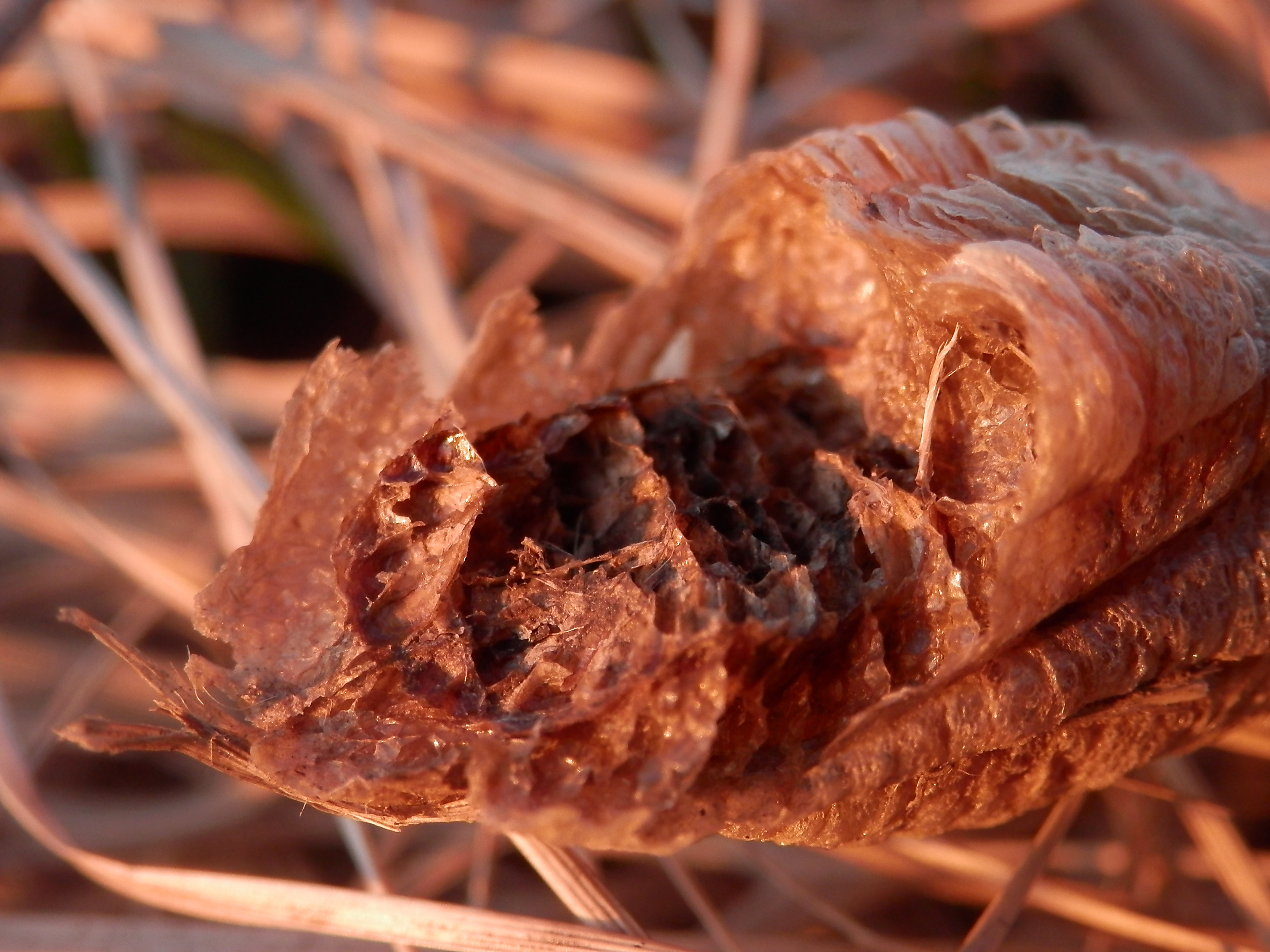
Ooteca de Mantis religiosa dañada, en Canadá.
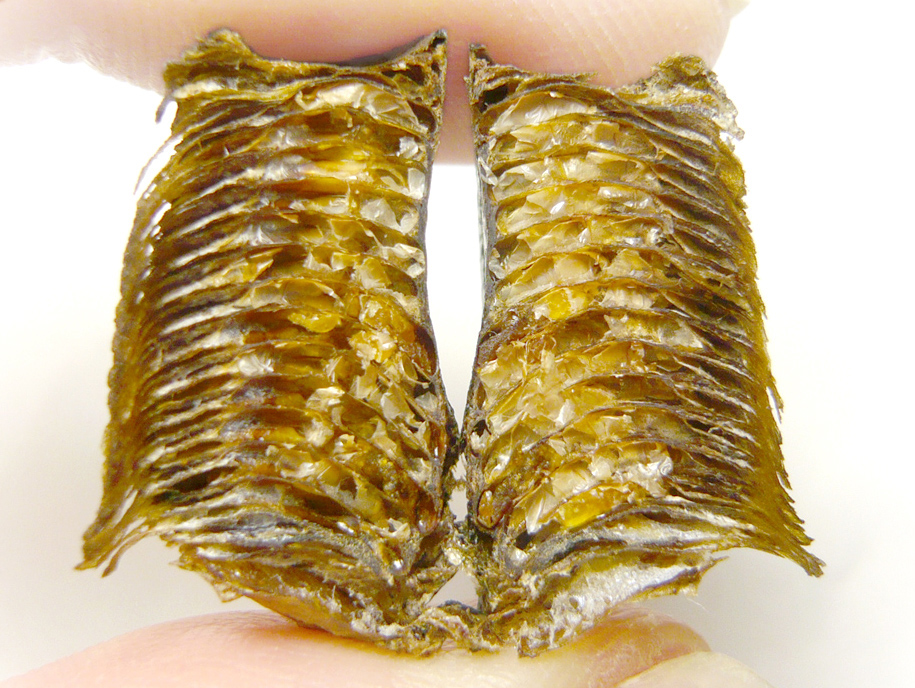
Corte longitudinal de la ooteca de Hierodula patellifera, en Japón.
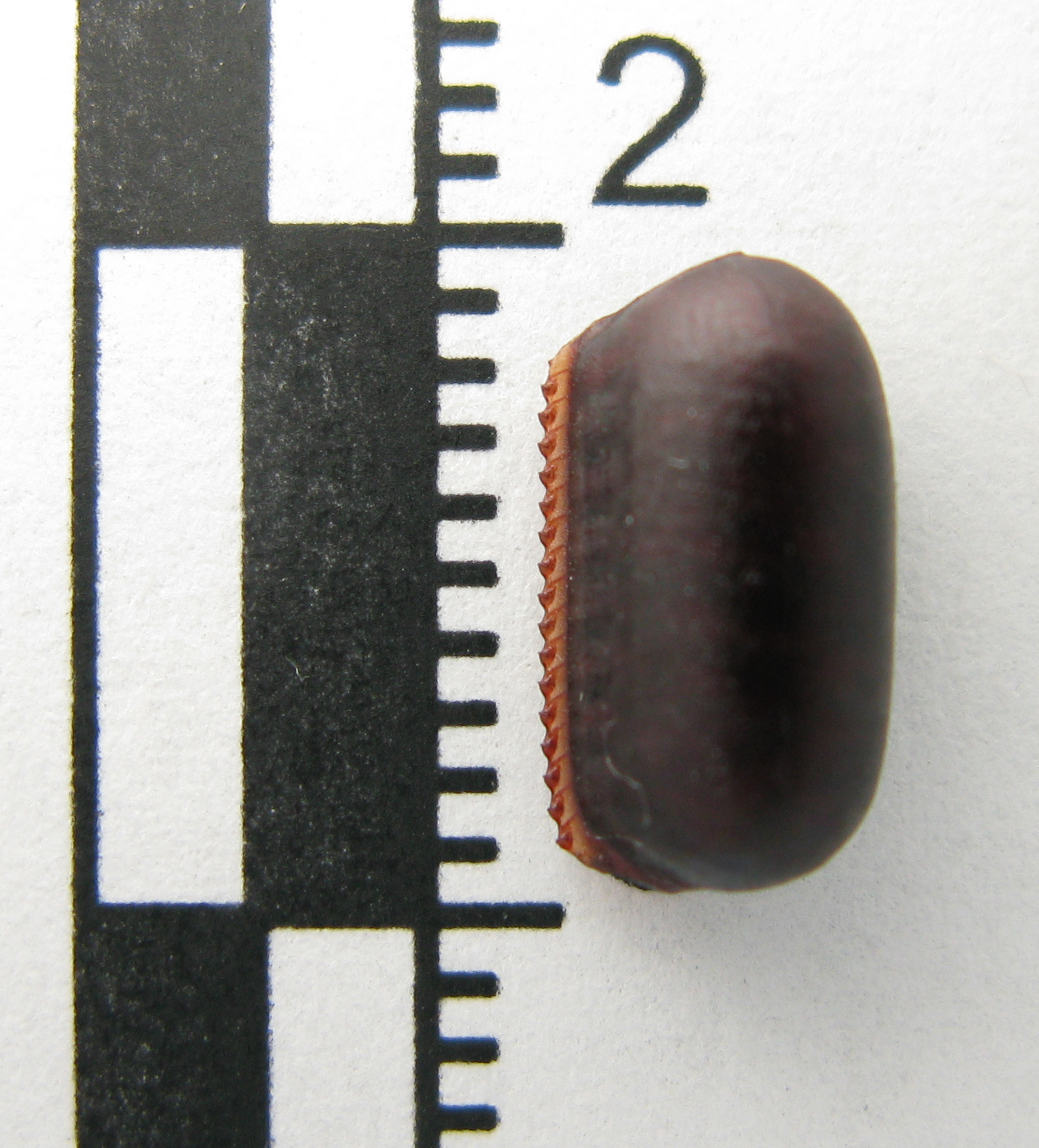
Ooteca de una especie del orden Blattodea.